# Arkadij Naiditsch
Arkadij Naiditsch (Riga, 25 d'octubre de 1985), és un jugador d'escacs alemany, d'origen letó, que té el títol de Gran Mestre des de 2001, quan va esdevenir el més jove alemany en assolir el títol de GM, a l'edat de 15 anys i 6 mesos. Des del maig de 2015 juga per l'Azerbaidjan.
A la llista d'Elo de la FIDE del desembre de 2021, hi tenia un Elo de 2645 punts, cosa que en feia el jugador número 5 (en actiu) de l'Azerbaidjan, i el 105è millor jugador al rànquing mundial. El seu màxim Elo va ser de 2737 punts, a la llista de desembre de 2013 (posició 18 al rànquing mundial).

## Resultats destacats en competició
El 2005 guanyà clarament el torneig d'elit Dortmund Sparkassen, per davant dels GMs punters Loek Van Wely, Vesselín Topàlov, Piotr Svídler, Vladímir Kràmnik, Michael Adams, i Péter Lékó. A finals d'any, va participar en la Copa del món de 2005 a Khanti-Mansisk, un torneig classificatori per al cicle del Campionat del món de 2007, on tingué una raonable actuació i fou eliminat en segona ronda per Ievgueni Baréiev.
L'agost de 2006, fou segon al Campionat del món júnior d'Escacs960, perdent contra Pendyala Harikrishna per 3½-4½ a la final.
El 2007, guanyà, a Ghert, el Campionat d'Alemanya. El mateix any guanyà la President's Cup a Bakú (superant, entre d'altres, Vadim Malakhatko, Loek van Wely, i Aleksei Fiódorov)
El 2011 va guanyar el 15è obert internacional Neckar amb un gran resultat de 8.5/9 punts, (un punt sencer per davant d'Arik Braun i David Baramidze), i trencant així per primer cop en la seva carrera la barrera dels 2700 punts Elo.
El febrer de 2013 fou cinquè al primer Grenke Chess Classic, un torneig de categoria XIX (el campió fou Wiswanathan Anand). L'agost de 2013 empatà als llocs 3r-4t al fort Torneig Dortmund Sparkassen, amb Péter Lékó (el campió fou Michael Adams).
El setembre del 2014 fou el vencedor del 2n Grenke Chess Classic amb 5 punts de 7, un punt més que els segons classificats, Daniel Fridman i David Baramidze.
Entre el 2 i el 9 de febrer de 2015 empatà al primer lloc al fort 3r Grenke Chess Classic, un Cat. XX, amb 4½ punts, tot i que quedà segon en ser derrotat al desempat pel campió del món, Magnus Carlsen.

### Participació en competicions per equips
Naiditsch ha participat, representant Alemanya, en dues Olimpíades d'escacs, els anys 2006 i 2008 (amb un total de 11½ punts de 20 partides, un 57,5%).
| Any  | Olimpíada         | Ciutat  | Elo propi | Tauler | Partides | Guanyades | Taules | Perdudes | %     | Posició indiv. | Posició equip |
| ---- | ----------------- | ------- | --------- | ------ | -------- | --------- | ------ | -------- | ----- | -------------- | ------------- |
| 2006 | XXXVII Olimpíada  | Torí    | 2664      | 1r     | 10       | 4         | 4      | 2        | 60,0% | 31             | 15            |
| 2008 | XXXVIII Olimpíada | Dresden | 2678      | 1r     | 10       | 3         | 5      | 2        | 55,0% | 19             | 13            |